# 扁吻腹囊海龍
扁吻腹囊海龍（学名：Microphis argulus），為輻鰭魚綱棘背魚目海龍魚科的其中一種，分布於西印度洋區的模里西斯、葛摩；太平洋區，從印尼至法屬波里尼西亞海域，體長可達15公分，棲息在沿岸河流、河口的半鹹水域，卵胎生。